# Sveti Primož nad Muto
Sveti Primož nad Muto – wieś w Słowenii, gmina Muta. 1 stycznia 2017 liczyła 292 mieszkańców.